# Aura im Sinngrund
Aura im Sinngrund – miejscowość i gmina w Niemczech, w kraju związkowym Bawaria, w rejencji Dolna Frankonia, w regionie Würzburg, w powiecie Main-Spessart, wchodzi w skład wspólnoty administracyjnej Burgsinn. Leży w Spessart, około 29 km na północny zachód od Karlstadt.

## Demografia
| Rok  | Liczba mieszk. |
| ---- | -------------- |
| 1970 | 1 134          |
| 1987 | 1 104          |
| 2000 | 1 085          |
| 2003 | 1 074          |
| 2005 | 1 073          |

## Polityka
Wójtem od 1996 jest Walter Sachs (CSU).